# 蒂芬 (密蘇里州)
蒂芬（英語：Tiffin）是位於美國密蘇里州聖克萊爾縣的非建制地區。

## 歷史
蒂芬的郵局於1876年設立，其後於1955年停運。

## 地理
蒂芬所處的海拔為高於海平面257米（即843英呎），而該地所採用的時區為UTC-6，即北美中部時區（CST）。同時該地設有夏令時間，為UTC-6調快一小時，即UTC-5（CDT）。